# Lili Taylor
Lili Anne Taylor (Chicago, 20 februari 1967) is een Amerikaans actrice. Zij werd in 1998 genomineerd voor een Emmy Award voor haar gastrol in The X-Files en in 2002 nogmaals voor die in Six Feet Under. Meer dan vijftien andere acteerprijzen werden haar daadwerkelijk toegekend, waaronder een speciale erkenning op het Sundance Film Festival 1996 voor I Shot Andy Warhol en een Golden Globe die ze samen won met de andere acteurs van de film Short Cuts (1993).

## Carrière
Nadat ze in 1985 haar diploma kreeg bij de New Trier High School, begon Taylor een studie aan de Theatre School of Drama.
In 1988 maakte ze haar debuut met een kleine rol in John Hughes' She's Having a Baby. In hetzelfde jaar groeide ze uit tot een actrice die op de voorgrond werd geplaatst, toen ze naast Julia Roberts te zien was in Mystic Pizza. In 1991 werd ze voor het eerst kritisch geprezen, toen ze een 'lelijk' meisje speelde dat op River Phoenix' personage verliefd wordt in Dogfight.
In 1993 nam Robert Altman Taylor aan voor zijn Oscargenomineerde epos Short Cuts. In 1996 was ze te zien als Valerie Solanas in I Shot Andy Warhol.
Naast filmrollen speelt Taylor ook terugkerende personages in televisieseries. Zo was ze te zien in Deadline, Six Feet Under en State of Mind.

## Filmografie
| - 1987: Night of Courage - 1988: She's Having a Baby - 1988: Mystic Pizza - 1989: Say Anything... - 1989: Born on the Fourth of July - 1990: Sensibility and Sense - 1990: Family of Spies - 1991: Bright Angel - 1991: Dogfight - 1993: Arizona Dream - 1993: Watch It - 1993: Short Cuts - 1993: Household Saints - 1993: Rudy - 1994: Mrs. Parker and the Vicious Circle - 1994: Prêt-à-Porter - 1995: Cold Fever - 1995: Four Rooms - 1995: The Addiction - 1996: Plain Pleasures - 1996: I Shot Andy Warhol - 1996: Girls Town - 1996: Killer: A Journal of Murder - 1996: Illtown - 1996: Cosas que nunca te dije - 1996: Ransom | - 1997: SUBWAYStories: Tales from the Underground - 1997: Kicked in the Head - 1998: O.K. Garage - 1998: The Impostors - 1998: Pecker - 1999: A Slipping-Down Life - 1999: The Haunting - 2000: High Fidelity - 2001: Julie Johnson - 2001: Gaudi Afternoon - 2001: Anne Frank: The Whole Story - 2002: Live from Baghdad - 2003: Penguins Behind Bars - 2003: Casa de los babys - 2005: Factotum - 2005: The Notorious Bettie Page - 2007: Starting Out in the Evening - 2007: Si j'étais toi (2007, aka Secret) - 2008: The Promotion - 2009: Brooklyn's Finest - 2009: Public Enemies - 2013: The Conjuring - 2015: Maze Runner: The Scorch Trials - 2017: Leatherface - 2018: The Nun - 2025: Fear Street: Prom Queen |